# Storm i den pelare som bär
Storm i den pelare som bär är en roman från 2016 av den svenske författaren Andreas Lundberg. Boken är en skildring av en djup depression, nedskriven på en mobiltelefon inifrån en sluten psykiatrisk avdelning på Sahlgrenska sjukhuset. Titeln är tagen från Rainer Maria Rilkes dikt "Gong" som i Elias Wraaks översättning inleder boken. Boken är författarens debut och nominerades till Borås Tidnings debutantpris.

## Mottagande
I Svenska Dagbladet skrev Måns Wadensjö: "Det råder ingen tvekan om att det är välskrivet – ett av och till fantastiskt språk rör sig mellan klassiska referenser, oväntade vardagliga bilder och den egna, akuta känslan. Samtidigt blir intrycket, när man läser dessa fragment efter varandra, en nästan utmattande monotoni, självfixering och instängdhet." Wadensjö skrev vidare: "Det är en mycket stark läsupplevelse: Även om jag inte ens efter flera dagar vet på vilket sätt eller vad jag egentligen ska göra av den."
Crister Enander på Tidningen Kulturen skrev att "beskrivningarna ockuperar medvetandet, nästan brutalt – framför allt genom sin nakna oförställdhet". Han kallade boken "en smärtsam läsning. Men framför allt är det en nödvändig bok. Avgrunden öppnas, den avgrund vi alla kanske bär inom oss."
Dagens Nyheters Maria Schottenius kallade boken "ett hjärtskärande vittnesmål från ett tillstånd utanför den gängse verkligheten. Men det är också en litterär bragd av Andreas Lundberg att föra över sina erfarenheter till ett språk, så levande och mäktigt."